# 가톨릭 아비뇽 대교구

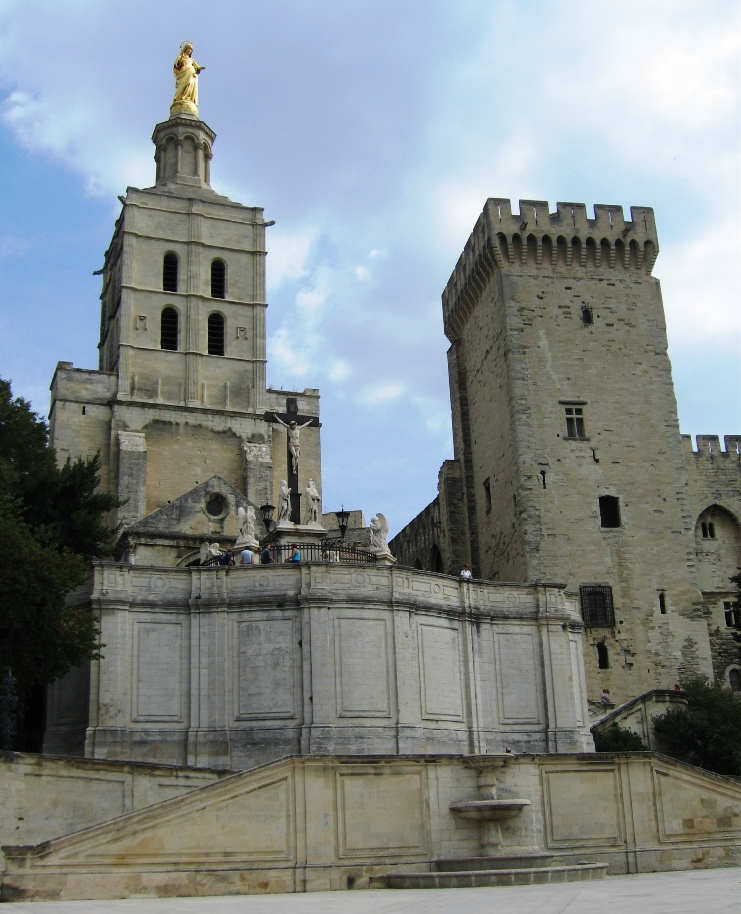

아비뇽 대교구(라틴어: Archidioecesis Avenionensis)는 프랑스의 로마 가톨릭교회 대교구이다. 4세기에 아비뇽 교구가 설정된 것이 시초이며, 1475년에 대교구로 승격되면서 카르팡트라 교구, 브종 교구, 카바용 교구가 연합 교구가 되었다. 이들 세 교구는 훗날 1801년 정교 조약에 따라 엑스관구의 연합교구로 편성되었다. 동시에 아비뇽관구는 해체되어 엑스 대교구의 엽합교구로 구성되었다.
아비뇽 관구는 1822년 재설정되면서 연합 교구로는 비비에 교구(1822년 설정), 발랑스 교구(과거 리옹 대교구 소속), 님 교구(1822년 설정), 몽펠리에 교구(과거 툴루즈 대교구 소속)가 편입되었다.
2002년 12월 16일 아비뇽대교구는 관구장교구로서의 직위를 잃고 대신 가톨릭 마르세유 관구의 구성교구로 편성되었다

## 같이 보기
- 프랑스의 로마 가톨릭교회
- 프랑스의 로마 가톨릭 교구 목록